# Frans Adamsson
Frans Adamsson, en litterär figur som är gift med Åsa-Hanna i Elin Wägners roman med samma namn. 